# Hirant Sanazar
Hirant Sanazar (Osasco, 9 avril 1929 - Osasco, 23 novembre 2003) était un avocat et  homme politique au Brésil.